# Teratoglaea pacifica
Teratoglaea pacifica är en fjärilsart som beskrevs av Shigero Sugi 1958. Teratoglaea pacifica ingår i släktet Teratoglaea och familjen nattflyn. Inga underarter finns listade i Catalogue of Life.